# Santhià
Santhià je italská obec v provincii Vercelli v oblasti Piemont.
K 31. červenci 2011 zde žilo 8 936 obyvatel.

## Sousední obce
Alice Castello, Carisio, Casanova Elvo, Cavaglià (BI), Crova, Formigliana, San Germano Vercellese, Tronzano Vercellese